# Rio Kuma (Rússia)
O rio Kuma (em russo:  Кума́) é um rio com 802 km de comprimento no sul da Rússia. A sua bacia tem 33500 km². Nasce perto de Karatchaievsk, no Grande Cáucaso, na república de Carachai-Circássia, a oeste de Kislovodsk. Flui para nordeste pelo krai de Stavropol (cidades Mineralnye Vody, Zelenokumsk, Budyonnovsk, Neftekumsk) e mais para oriente pela depressão do Cáspio como fronteira natural entre Calmúquia e Daguestão. Essa parte do vale do Kuma forma a parte oriental da depressão Kuma-Manych, separando a planície europeia oriental da região do Cáucaso. O Kuma drena para a baía de Kizlyar no mar Cáspio, junto a Lagan, perto da fronteira entre Calmúquia e Daguestão.
Se avançar a construção do proposto canal da Eurásia, ligando o mar Cáspio ao mar Negro, provavelmente seguirá o vale do rio Kuma na sua parte oriental.